# Freilichtspiele Tecklenburg

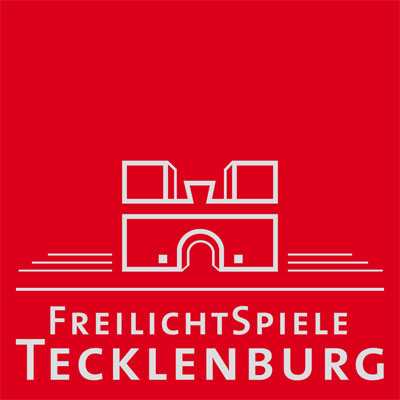
Logo der Freilichtspiele Tecklenburg

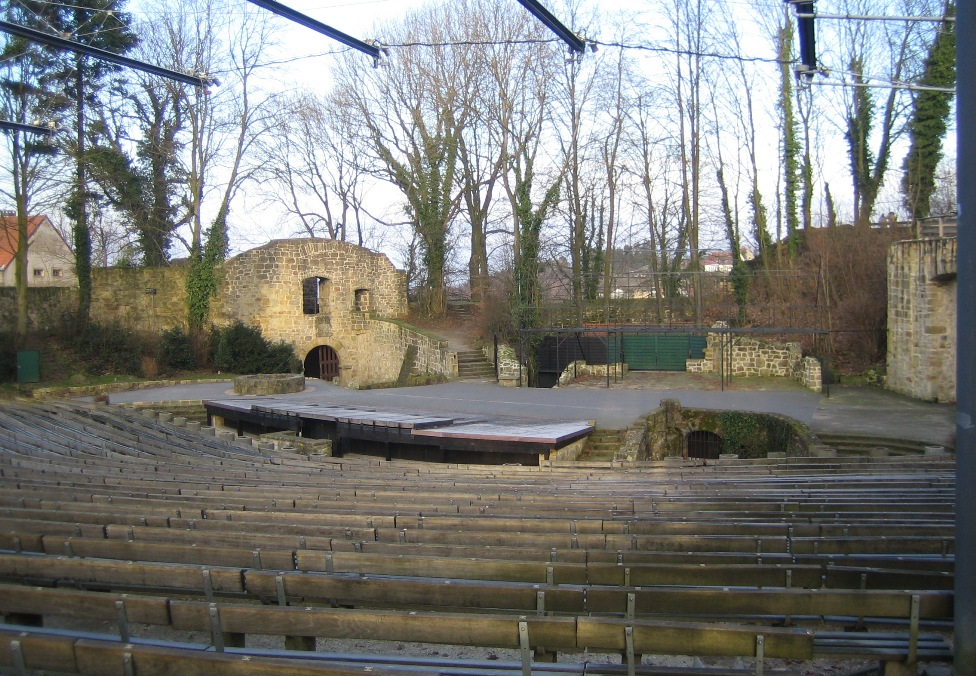
Freilichtspiele Tecklenburg, Blick Richtung Bühne

Die Freilichtbühne Tecklenburg ist mit mehr als 1.800 Sitzplätzen eines der größten Freilichtmusiktheater Deutschlands. Die Bühne befindet sich in der Ruine der Burg Tecklenburg. Seit 1924 werden dort Theaterstücke, Opern, Operetten, Musicals und andere Musikveranstaltungen aufgeführt.

## Geschichte

### Anfänge
Am 20. Juli 1924 wurde in der Burgruine mit Wilhelm Tell von Friedrich Schiller zum ersten Mal ein Schauspiel aufgeführt, womit die Geschichte der Freilichtspiele Tecklenburg begann, damals noch Deutsche Heimatspiele Tecklenburg genannt. Unter der Leitung von Konrad Maria Krug aus Münster und seiner Spielschar fanden dort die ersten Aufführungen statt. Nach herrschendem Lokalpatriotismus sollten die meisten der Protagonisten der Stücke Tecklenburger sein. Der Lengericher Lehrer Karl Scheidt hatte dazu vier Szenen aus der Tecklenburger Geschichte unter dem Titel Ein Traum der Gräfin Thekla geschrieben und der Glaube, hier eine vaterländische Aufgabe zu erfüllen begeisterte die Einwohner Tecklenburgs. Die Bürger der Stadt gaben ihr Bestes.
„Von wenig Sachkenntnis getrübt und ohne von des Gedankens Blässe
angekränkelt zu sein, ging man an das große Unternehmen! Und siehe da,
es gelang!“ (Marga Wiskott (1894–1975)) schreibt die Darstellerin der Krimhild in den Nibelungen im Jahre 1925.
Ein Vorstand wurde gewählt, Unterausschüsse für Spiel, Presse, Verkehr, Platz und Finanzen wurden gebildet, die künstlerische Leitung lag bei Dr. Krug. 23 Persönlichkeiten – 15 aus dem Kreisgebiet Tecklenburg und 8 aus der Region konnte man gewinnen. Mit dabei waren der Oberpräsident der Provinz Westfalen, der Landeshauptmann, der Regierungspräsident von Münster, der Präsident des Schulkollegiums, der Wehrkreiskommandeur, der Reichsbahnpräsident, der Oberbürgermeister der Stadt Münster und der Rektor der Universität Münster. Daneben enthielt eine Broschüre ein Geleitwort des Regierungspräsidenten, ein Vorwort des Landrats, Inhalt und Personenverzeichnis der Schauspieler und Fahrpläne für Sonderzüge sowohl zwischen Lengerich und Ibbenbüren als auch zwischen Münster bzw. Osnabrück und Tecklenburg und zurück. Auch die Zusammenstellung von Sonderzügen aus zusammenhängenden Gebieten bei mindestens 600 Besuchern war möglich. Vorverkaufsstellen gab es neben Tecklenburg auch in Münster, Osnabrück und Rheine.

### Umbau des Geländes und Umbruch in der Zeit des Nationalsozialismus
In den Jahren 1926 bis 1933 blieb die Bühne aus wirtschaftlichen Gründen als solches ungenutzt. Aber der Wunsch, das 1924 begonnene Werk fortzusetzen, blieb ungebrochen. Nach dem Abbruch der Holztribüne sah es wieder aus wie vor den ersten Spielen, eine Wiese mit Ruinenresten. In der Zeit des Nationalsozialismus wurde auch ein „Reichsbund der deutschen Freilicht- und Volksschauspiele“ geschaffen, der überall „Thingstätten in Theaterform“ errichten sollte. Dieser konnte aber den Tecklenburgern keine finanzielle Unterstützung geben. So stellte Wilhelm Strübbe (1898–1984), eines der Gründungsmitglieder von 1924, 1934 aus seinem persönlichen Vermögen einen großen Teil der Mittel und ließ durch 70 Notstandsarbeiter und fünfzig Männer des 1932 gegründeten „Freiwilligen Arbeitsdienstes“ die Spielstätte ausbauen. Unter der Leitung von Erich Kempgens aus Münster, wurde der Burghof derartig umgestaltet, dass die Tecklenburg heute die größte Freilichtbühne Deutschlands ist. Am 24. März 1934 begannen die Arbeiten. Rund 3.000 Kubikmeter Erde wurden bewegt, um einen ansteigenden Zuschauerraum, die eigentliche Bühne und ein zwischen beiden gelegenes Spielbecken (Orchestra) zu schaffen. Dabei wurde ein fast 200 Jahre verschütteter, gräflicher Brunnen entdeckt und in die Raumgestaltung einbezogen.
Am 15. Mai 1934 erließ die „Landesstelle Westfalen-Lippe“ des „Reichsministeriums für Volksaufklärung und Propaganda“ eine Bekanntmachung, wonach Theateraufführungen unter freiem Himmel anmeldepflichtig seien. Dabei mussten genaue Angaben über Veranstalter, Rechtsträger, Platz, Spieltage, Anzahl der Vorstellungen und die Werke gemacht werden. Außerdem musste angegeben werden, wie viel Berufsschauspieler beschäftigt werden. Danach wurde entschieden, ob die Aufführungen zugelassen wurden. Des Weiteren hatte die Errichtung von Thingstätten ausschließlich durch den „Freiwilligen Arbeitsdienst“ zu erfolgen. Die Zuteilung erfolgte an die Gemeinden durch die „Landesstelle“ im Einvernehmen mit dem „Gauleiter“. Die Durchführung der Bauprogramme oblag dem „Reichsbund“. Um das bereits im März begonnene Vorhaben nicht zu gefährden, galt es also, sich zu „arrangieren“, denn ohne Zustimmung der „Landesstelle“ wurden „Thingstätten“ zur Veranstaltung von Theater-Aufführungen unter freiem Himmel nicht zugelassen. Das „Regime“ stieg in das Vorhaben ein und nutzte es propagandistisch. Vor Beginn der Aufführung am 24. Juni 1934 sprach nach der Begrüßung durch den Landrat als Veranstalter als einziger der „Landesstellenleiter Schmidt“. Die Presse kommentierte die Rede „Wenn ich die Anregung gegeben habe, diesen Platz zum ‚Landesthingplatz‘ auszugestalten, so habe ich es getan, weil es unserem Führer gilt. Unserem Führer haben wir es zu verdanken, wenn wir diesen historischen Platz dem Zwecke der Freilichtspiele dienstbar machten. Fanget an!“ (Landesstellenleiter Schmidt) mit „[…] Heiliger Fanatismus glüht ihm aus den Augen. Hitlersoldat vom Scheitel bis zur Sohle!“ (Presse)
Später wurde dann in die Platte eines zur Bühnendekoration gehörenden Steintisches die Inschrift gemeißelt, dass „Junge Mannschaft des NS-Arbeitsdienstes“ (gemeint war der am 26. Juni 1935 gesetzlich eingerichtete „Reichsarbeitsdienst“) – „diese Freilichtbühne schuf.“
Auf Anregung der „Landesstelle“ ist die Stadt Tecklenburg als „Rechtsträger“ aufgetreten, der neue Name: Freilichtspiele der Stadt Tecklenburg 1935 wurden die Aufführungen „Der 18. Oktober – Völkerschlacht bei Leipzig“ und „Ein Spiel von Vaterland und Freiheit“ auf der „Freilichtbühne Tecklenburg“, Premiere am 16. Juni 1935, 15.00 Uhr – angekündigt. Für die Wahl dieses Stückes war der Zeitgeist und politische Einflüsse entscheidend. Von 1935 bis 1938 wurden die Operette „Der Zigeunerbaron“, sowie die Schauspiele „Götz von Berlichingen mit der eisernen Hand“ von Johann Wolfgang von Goethe und Schillers „Wallenstein“ aufgeführt. Danach ruhte der Spielbetrieb bis nach dem Zweiten Weltkrieg.

### Nachkriegszeit
Der Zweite Weltkrieg hinterließ auch in Tecklenburg seine Spuren. Nicht nur, dass das Gelände unter Bombeneinschlägen gelitten hatte, es gab auch viele Kriegsopfer aus den Reihen der Mitwirkenden der Freilichtspiele. Bald wurde das Gelände wieder nutzungsfähig gemacht und ein entsprechendes Ensemble aus diversen Theatern der umliegenden Städte, deren Räumlichkeiten im Krieg zerstört worden waren, zusammengestellt. Die Bühne formierte sich neu unter dem Namen „Freilichtspiele der Stadt Tecklenburg“. Das erste Stück, die Operette Der Vetter aus Dingsda , wurde am 25. August und 1. September 1946 aufgeführt. Am 8. September folgte das Lustspiel Im weißen Rössl von Oskar Blumenthal und Gustav Kadelburg, eine Aufführung der Städtischen Bühnen Münster mit Ruth Leuwerik als Klärchen, und am 22. September beschloss ein Großes Operettenkonzert des Norddeutschen Volkstheaters Münster diese Saison. In den Folgejahren wurde der Spielbetrieb wieder aufgenommen. Schauspiele wie Die Räuber und Wilhelm Tell von Schiller, die Operetten Gräfin Mariza und Der Vogelhändler, sowie das Märchenspiel Der gestiefelte Kater standen auf dem Spielplan. Ebenso wurden verschiedene Opern aufgeführt, wie beispielsweise 1960 Martha mit Gerd Nienstedt als Plumkett oder 1963 Cavalleria rusticana und Der Bajazzo mit Helge Rosvaenge als Canio.

### Gründung des Vereins „Freilichtspiele Tecklenburg e.V.“
Der Intendant Schmid hatte in Weißenburg den Ruf eines „glänzenden“ – in Finanzangelegenheiten „indes etwas großzügigen, Organisators“ und konnte die laufende Spielzeit nicht durch zusätzliche Neuinszenierungen retten. So erwirtschaftete er ein Defizit, das die Stadt Tecklenburg als Rechtsträger abdecken musste und diese gewohnt, dass die Bühne Überschüsse erwirtschaftete, beendete die „Rechtsträgerschaft“. Eine Gruppe Männer, die an dem Fortbestand der Bühne interessiert waren, wollten die Bühne durch Gründung eines Träger-Vereins verselbständigen und auf eigene Füße stellen. Sie gründeten den Verein „Freilichtspiele Tecklenburg e. V.“, die Stadt übertrug diesen die Fortführung des Bühnenbetriebs, die sich seinerseits verpflichteten, der Stadt den Defizitbetrag des Jahres 1949 in Raten zu erstatten.

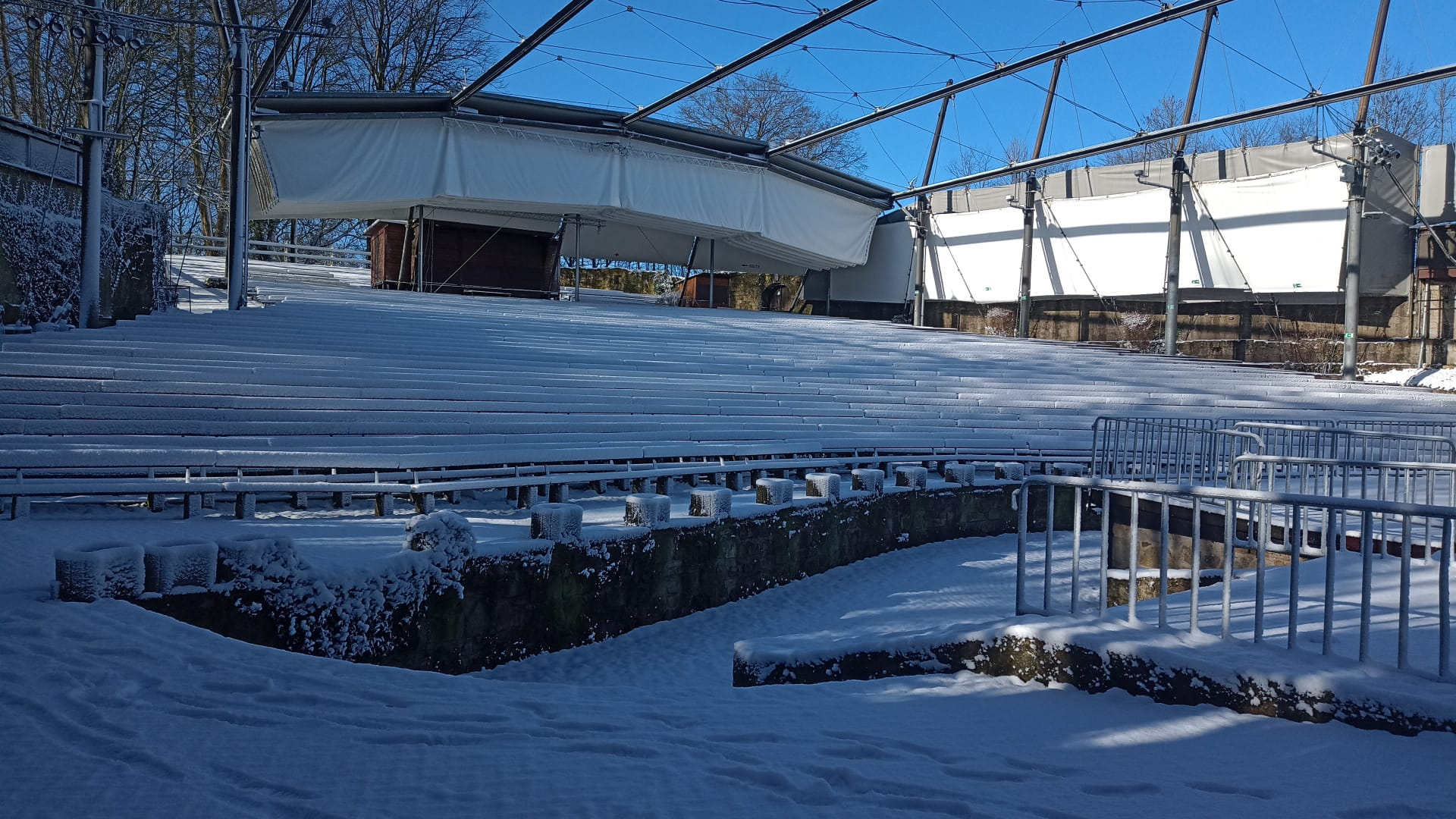
Freilichtbühne im Winter

Die Anfänge des Vereins als Bühnenbetreiber verliefen gut. Es wurde wieder viel Wert darauf gelegt, dass ein Großteil der Protagonisten aus Tecklenburg selber kam. Nach einem anfänglich guten Start lief es zeitweise in den 1950er Jahren doch recht schlecht für den Fortbestand der Bühne. Einer der Gründe war die Wiedereröffnung des im Krieg zerstörten Theaters in Osnabrück, welches den Freilichtspielen Tecklenburg Konkurrenz machte. Wilhelm Tell und Die Nibelungen wurden gut besucht, Die Jungfrau von Orléans, Götz von Berlichingen und Wallenstein kaum ausreichend und Weh dem, der lügt!, Die Räuber, Das Käthchen von Heilbronn, Die Verschwörung des Fiesco zu Genua und Der Widerspenstigen Zähmung völlig unzureichend. Das Schauspiel wurde mit Ablauf der Spielzeit 1965 abgesetzt. Ein Wiederaufnahmeversuch 1970 mit dem Volksstück Katharina Knie misslang, da es nur 2.550 Zuschauer gab. Leiter der Freilichtspiele ab 1970 war der im Verwaltungsdienst tätige, bereits seit 1949 bei der Freilichtbühne mitwirkende Kreisamtsrat Dietrich Becker (* 1923 in Königsberg).
Laut Vereinssatzung war neben der Durchführung der Freilichtspiele die Förderung des kulturellen Lebens in Tecklenburg Aufgabe des Vereins. Dieser ließ daher auch im Winter Theaterstücke aufführen. In diesem Rahmen wurde im Winter 1962/63 das Märchenspiel „Das tapfere Schneiderlein“ aufgeführt und wegen des großen Anklangs ins Sommerprogramm auf der Freilichtbühne übernommen. Seitdem sind Märchenstücke, bzw. seit 1972 Märchen-Musicals fester Bestandteil der Bühnenprogramme.

### Von den 1990er Jahren bis heute

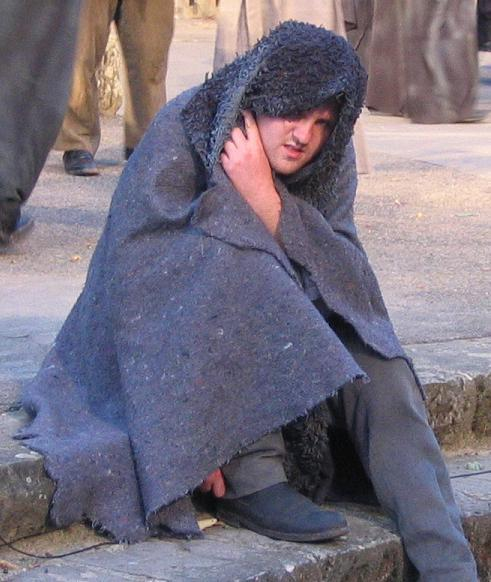
Bettler bei Les Miserables

1992 übernahm Radulf Beuleke den Vereinsvorsitz und wurde ehrenamtlicher Intendant. Unter seiner Leitung entwickelte sich die Bühne künstlerisch und organisatorisch weiter. Bühne und Zuschauerraum wurden neu konzipiert und die Theaterarbeit professionalisiert. Als künstlerischer Leiter forcierte er Mitte der 1990er Jahre in der Programmgestaltung den Wechsel von Sprechtheater und Operette hin zu Musicalproduktionen. Seit 1987 schrieb er für alle Kindermusicals, die bei den Freilichtspielen Tecklenburg aufgeführt wurden, die Textfassung. Am 23. November 2009 wurde ihm für Verdienste um die westfälische Kulturlandschaft das Bundesverdienstkreuz am Bande verliehen.
2014 erhielt Tecklenburg den Namenszusatz Die Festspielstadt.
Neben den traditionellen Aufführungen der Freilichtspiele gab es seit den 1980ern:
- „Gala-Konzerte“ mit hochkarätigen Künstlern wie z. B. René Kollo, Nicolai Gedda, Francisco Araiza;
- Operngastspiele wie Aida, Nabucco, Carmen, Der Troubadour, Die Zauberflöte und
- Konzerte wie Carmina Burana, Amur-Don-Kosaken, Festival Internationaler Chorwerke oder Veranstaltungen wie Ein Nachmittag mit Ilse Werner, 4-mal Die Oldie-Open-Air-Fete, 2-mal Cale-Copf-Company, Papageno erzählt die Zauberflöte und
- als jeweils dritte Eigenproduktionen Hair, The Rocky Horror Show und Ein Käfig voller Narren.

Weitere Stücke, die in den letzten Jahren bei den Freilichtspielen aufgeführt wurden, sind Les Misérables, Jesus Christ Superstar, Joseph and the Amazing Technicolor Dreamcoat, Kiss Me, Kate, Der kleine Horrorladen, Die Fledermaus, Jekyll & Hyde, Miami Nights, West Side Story und noch einige andere.

## Veranstaltungen

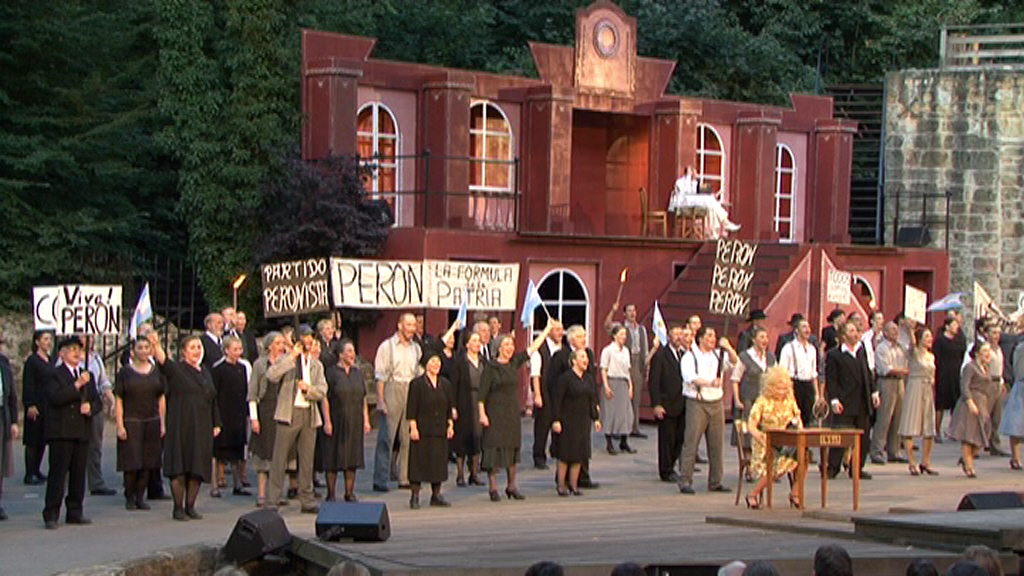
Evita bei den Freilichtspielen Tecklenburg

Die Aufführungen der Volksstücke wurden wegen nachlassender Besucherzahlen eingestellt. Das Interesse an Opernaufführungen wurde in zwei Testreihen – 1958 bis 1963 und 1974 bis 1980 – untersucht, aber, trotz hervorragender Kritiken, mit finanziell nicht ausreichendem Ergebnis. Neben den Sparten Schauspiel, Operette/Musical, Volksstück und Märchen in unterschiedlichen Zeitabschnitten brachten die Freilichtspiele Sonderveranstaltungen, wie die der Katholischen Arbeitnehmer-Bewegung aus Laggenbeck Europäische Jugend spielt, singt und tanzt, die alle 5 Jahre stattfand, die Welturaufführung des Sacropopmusicals Menschensohn in 1972, sowie die großen Festgottesdienste, Kreisheimattage, Blaskonzert des WDR 1970, Internationaler Frauentag der SPD 1971, Siegesfeier der Berliner Pankgrafen 1968 und Kreismusikfest als auch das Open-Air-Festival 1983, das ZDF Sonntagskonzert 1990 und eigene Sonderveranstaltungen wie Wohltätigkeits-Militärmusikkonzerte, Afrikanisches Ballett Senegal, Bolivianische Folklore und Sonderveranstaltungen in Zusammenarbeit mit den Wohlfahrtsverbänden und zu Gunsten der Aktion Sorgenkind.
| Musicals | Kindermusicals |
| --- | --- |
| - 1992 – My Fair Lady - 1995 – Kiss Me, Kate - 1996 – Hair - 1997 – The Rocky Horror Show; Hello, Dolly! - 1998 – Ein Käfig voller Narren - 1999 – Ein Käfig voller Narren - 2000 – Evita - 2001 – Jesus Christ Superstar - 2002 – My Fair Lady; Jesus Christ Superstar - 2003 – Joseph - 2004 – Dracula; Kiss Me, Kate - 2005 – Camelot; Hair - 2006 – Les Misérables; Der kleine Horrorladen - 2007 – Jekyll & Hyde; Miami Nights - 2008 – Footloose; Mozart! - 2009 – Evita; Aida - 2010 – 3 Musketiere; West Side Story - 2011 – Crazy for you; Jesus Christ Superstar - 2012 – Marie Antoinette; Hairspray - 2013 – Der Schuh des Manitu; Der Graf von Monte Christo - 2014 – Joseph and the Amazing Technicolor Dreamcoat; Sunset Boulevard - 2015 – Zorro; Cats - 2016 – Artus – Excalibur; Saturday Night Fever - 2017 – Rebecca; Shrek - 2018 – Les Misérables; Monty Python’s Spamalot - 2019 – Don Camillo & Peppone; Doktor Schiwago - 2020 – Sister Act; Der Besuch der alten Dame (aufgrund der Corona-Krise abgesagt, auf Spielzeit 2021 verschoben) - 2021 – Sister Act; Der Besuch der alten Dame (aufgrund der Corona-Krise abgesagt, auf Spielzeit 2022 verschoben) - 2022 – Sister Act; Der Besuch der alten Dame - 2023 – Mozart!; Miami Nights - 2024 – Mamma Mia!; 3 Musketiere - 2025 – Titanic; Priscilla – Königin der Wüste | - 2003 – Die Biene Maja - 2004 – Die Schöne und das Biest - 2005 – Pippi Langstrumpf - 2006 – Ronja Räubertochter - 2007 – Robin Hood - 2008 – Cinderella - 2009 – Das Dschungelbuch - 2010 – Michel aus Lönneberga - 2011 – Peter Pan - 2012 – In 80 Tagen um die Welt - 2013 – Pippi Langstrumpf - 2014 – Robin Hood - 2015 – Die Schöne und das Biest - 2016 – Musketiere - 2017 – Aladin - 2018 – Peter Pan - 2019 – Das Dschungelbuch - 2020 – Der Zauberer von Oz (aufgrund der Corona-Krise abgesagt, auf Spielzeit 2021 verschoben) - 2021 – Der Zauberer von Oz (aufgrund der Corona-Krise abgesagt, auf Spielzeit 2022 verschoben) - 2022 – Der Zauberer von Oz - 2023 – Madagascar - 2024 – Madagascar - 2025 – Shrek |

## Preise und Auszeichnungen
2006 erfolgte in Tecklenburg die weltweit erste Aufführung des Musicals Les Misérables auf einer Freilichtbühne, wobei unter anderem Chris Murray und Jana Werner mitwirkten. Mit diesem Musical gewannen die Freilichtspiele den Da-Capo-Award 2006. Ebenfalls gewannen sie diesen Preis mit Mozart im Jahr 2008, Aida im Jahr 2009 und mit dem Musical 3 Musketiere im Jahr 2010.
2013 erhielt die Aufführung des Musicals Der Schuh des Manitu bei den Musical Awards 2013 des Musikmagazin Da Capo vier Auszeichnungen in der Kategorie „Short Term Musical“: 2. Platz: Bestes Short Term Musical; 1. Platz: Beste Regie (Ulrich Wiggers); 1. Platz: Bester Darsteller (Alexander Klaws); 3. Platz: Beste Darstellerin (Femke Soetenga).
2014 wurde Joseph and the Amazing Technicolor Dreamcoat als bestes „Short Term Musical“ bei den Musical Awards des Musikmagazin Da Capo auf Platz 1 gewählt; Platz 1 auch für das beste Preis-Leistungs-Verhältnis; Werner Bauer belegte in der Kategorie „Beste Regie“ Platz 2; Alexander Klaws Platz 2 der besten männlichen Darsteller 2014; Platz 3 für das beste Bühnenbild. Bei den Musicalwahlen des Online Musicalmagazins „Musical1“ wurde die Produktion bei 100.000 abgegebenen Stimmen zur besten „Open Air Produktion“ gewählt. Alexander Klaws zum besten Musicaldarsteller.
2016 wurde das Musical Saturday Night Fever von den Lesern des Online-Magazins „Musical1“ mit 65 % zur „beliebtesten Open Air Produktion 2016“ gewählt. Die Hauptrolle des Tony Manero wurde von Alexander Klaws gespielt. Die zweite Tecklenburger Produktion 2016 Artus – Excalibur wurde mit 23 % auf Platz 2 der „beliebtesten Open Air Produktionen“ gewählt. Die Titelrolle „König Artus“ spielte Armin Kahl. Beide Inszenierungen entstanden unter der Regie von Ulrich Wiggers.
Auch das 2017 aufgeführte Musical Rebecca, mit Pia Douwes, Jan Ammann und Milica Jovanović in den Hauptrollen, wurde von „Musical1“ zur „beliebtesten Open Air Produktion“ gewählt. 2018 erreichte die Produktion Les Misérables Platz 1 in der Kategorie „Beliebteste Open-Air-Produktion“.